# Cumbre entre Eritrea y Etiopía de 2018

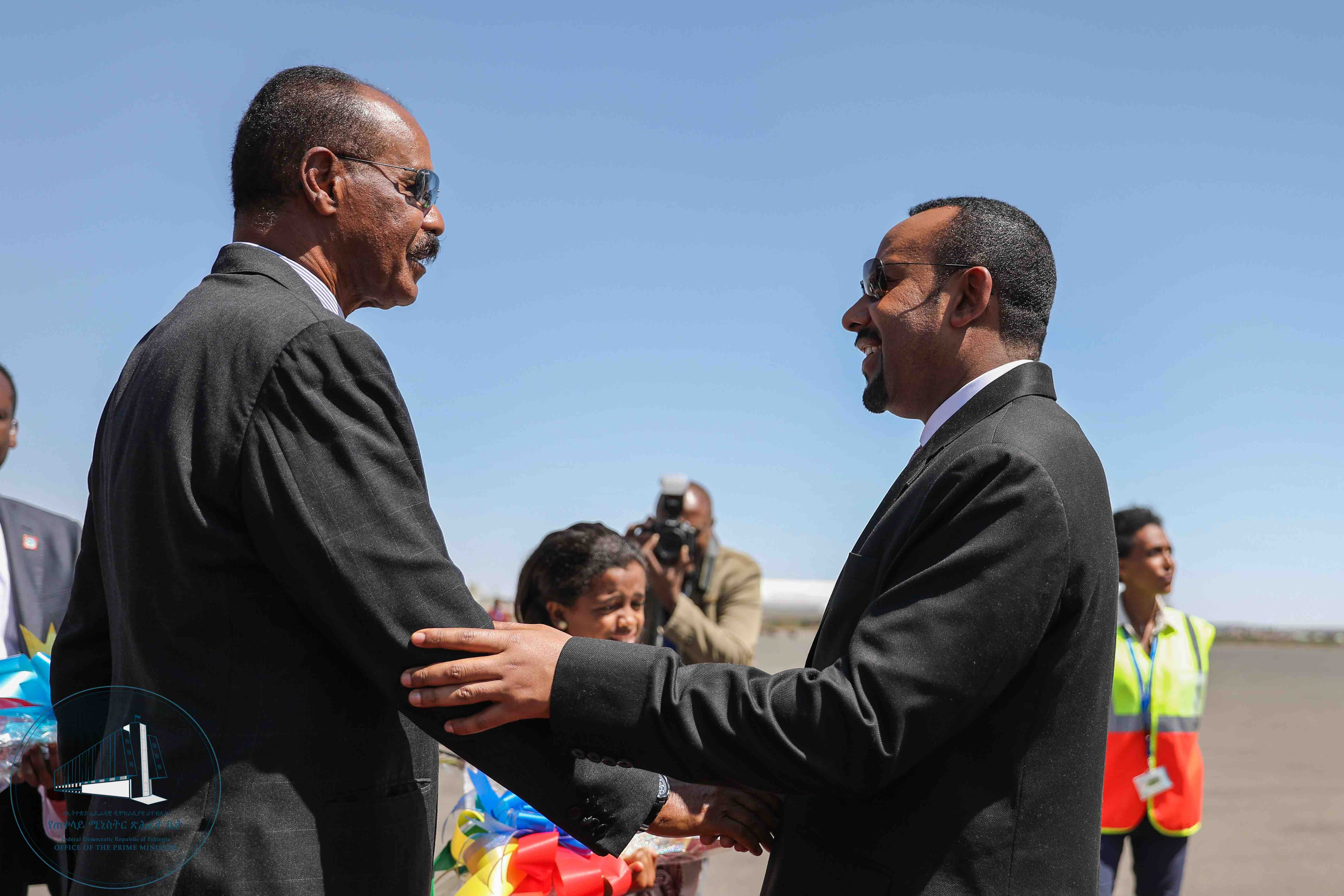
Aquí se ve al presidente de etiopia eritrea dándose la mano.

La Cumbre entre Etiopía y Eritrea de 2018: (también conocida como cumbre de la paz entre Eritrea-Etiopía 2018) fue una cumbre bilateral que tuvo lugar los días 8 y 9 de julio de 2018 en Asmara, Eritrea, entre el presidente eritreo Isaías Afewerki y el primer ministro etíope Abiy Ahmed y funcionarios de los dos países.
Los dos líderes firmaron una declaración conjunta que formalmente puso fin al conflicto fronterizo entre ambos países, restableció relaciones diplomáticas plenas y acordó abrir sus fronteras entre sí para personas, bienes y servicios. También se consideró que la declaración conjunta cerraba todos los capítulos respecto de la Guerra entre Etiopía y Eritrea (1998-2000) y del conflicto fronterizo entre Eritrea y Etiopía (2000-2018) con enfrentamientos esporádicos.

## Antecedentes
Eritrea se independizó de Etiopía en 1993 tras la guerra de la independencia de Eritrea, que duró 30 años, y las posteriores disputas fronterizas causaron tensiones entre las dos naciones. Las tensiones llegaron a un punto de ebullición en mayo de 1998, y Eritrea invadió Etiopía, lo que llevó a la Guerra Etíope-Eritrea; esto mató entre 70,000-100,000 en ambos lados y salió de Eritrea con más de un tercio de su territorio ocupado y más de 650,000 personas desplazadas.
El Acuerdo de Argel, firmado en 2000 para acordar las líneas fronterizas, estipula que las dos partes acepten la decisión de la Comisión de Frontera de Eritrea y Etiopía como "final y vinculante". Sin embargo, cuando esta comisión decidió conceder a Eritrea la ciudad de Badme, epicentro de la guerra, Etiopía se retractó de su compromiso y el entonces primer ministro etíope, Meles Zenawi, señaló que sólo aceptaría ese dictamen "en principio". El resultado fue un estado de conflicto congelado de "no guerra, no paz" y tensiones prolongadas entre los dos países. Cada país acusó a la otra de acoger movimientos terroristas destinados a fomentar el cambio de régimen, y ambos permanecieron como sociedades cerradas; Etiopía era un estado de partido dominante gobernado por el Frente Democrático Revolucionario del Pueblo Etíope (EPRDF), y Eritrea era un estado formal de partido único gobernado por el Frente Popular por la Democracia y la Justicia (PFDJ). Las elecciones presidenciales y parlamentarias se pospusieron y nunca se han celebrado desde la independencia.
El primer ministro etíope, Hailemariam Desalegne, no pudo avanzar en la resolución de las tensiones con Eritrea, y su mandato vio repetidas oleadas de protesta contra la atmósfera política represiva. Renunció en 2018 y fue reemplazado por Abiy Ahmed, quien prometió en su discurso inaugural negociar el fin del conflicto entre Etiopía y Eritrea.

## Anuncio y preparación
El 5 de junio de 2018, el Comité Ejecutivo del Frente Democrático Revolucionario Popular de Etiopía anunció su intención de aceptar y aplicar plenamente la decisión de 2002 de la Comisión de Límites Eritrea-Etiopía (EEBA) establecida bajo los auspicios de la Corte Permanente de Arbitraje de conformidad con el Acuerdo de Argel de 2000. En una declaración, el EPRDF pidió a Eritrea que corresponda e implemente el acuerdo de paz sin condiciones.
La decisión fue una sorpresa, que representa una reversión de dieciséis años de política etíope. Si bien es motivo de optimismo en gran parte de Etiopía, en la región de Tigray, bajo cuya jurisdicción caen la mayoría de los territorios en disputa, el anuncio desató protestas, incluso en la disputada ciudad de Badme y entre los veteranos de guerra. El 13 de junio de 2018, el comité ejecutivo del Frente de Liberación Popular de Tigray denunció, inter alia, la decisión de entregar a Badme como "fundamentalmente defectuoso", diciendo que la coalición gobernante sufría un "déficit de liderazgo fundamental". Los irob que vivían en las áreas fronterizas actualmente bajo la administración etíope organizaron una protesta para condenar la decisión de aceptar la decisión de la comisión de fronteras, por temor a la división de su comunidad. En una sesión de preguntas y respuestas en el Parlamento el 11 de junio, Abiy defendió su iniciativa de paz y dijo: "Estaba parado en Badme cuando pusimos nuestra bandera, y lloré. Muchos de mis amigos que lucharon en esa guerra, los tuvimos que enterrar ", aludiendo a su propio servicio durante el conflicto.
El gobierno de Eritrea, que parece haber sido sorprendido por la medida, se abstuvo de comentar sobre la oferta de Etiopía durante dos semanas hasta el 20 de junio, en el discurso del presidente Isaías con motivo del Día de los Mártires. Lamentando las "dos generaciones perdidas" de oportunidades, el presidente de Eritrea anunció que su gobierno enviaría una delegación a Addis Abeba, "para evaluar los desarrollos actuales directamente y en profundidad, así como para trazar un plan para una acción futura continua". Menos de una semana después, el 26 de junio de 2018, el ministro de Relaciones Exteriores de Eritrea, Osman Saleh Mohammed, visitó Addis Abeba durante tres días, participando en la primera reunión bilateral entre los dos países en más de dos décadas. Los dos países acordaron restablecer relaciones diplomáticas e intercambiar embajadores, y Abiy acordó reunirse con su homólogo eritreo "en el futuro cercano", aunque el ministro de Asuntos Exteriores etíope, Workneh Gebeyehu, agregó que no se había determinado el momento y el lugar.

## Hechos
Eritrea y Etiopía han firmado una declaración "de paz y de amistad" conjunta en la capital eritrea, Asmara, en la que se afirma que "el estado de guerra que existía entre los dos países ha acabado", ha informado el Gobierno eritreo. "Él acuerdo, que se apoya en cinco pilares, ha sido firmado en el Parlamento por el presidente eritreo Isaías Afwerki y el primer ministro etíope Abiy Ahmed", ha explicado el ministro de Información de Eritrea, Yemane G. Meskel, en su cuenta de Twitter. Así, el Ahmed ha destacado, al firmar el documento, que "el pueblo de nuestra región se une con un objetivo común". Isaías y Abiy han acordado que "se ha abierto una puerta a una nueva era de paz y amistad" y la normalización de las relaciones entre las dos naciones africanas. Además, se implementarán las decisiones fronterizas, el punto que acabó con las relaciones diplomáticas firmadas en 2000 en el Acuerdo de Argel, cuando Etiopía se negó a ceder a Eritrea la ciudad de Badme. Los discursos han sido retransmitidos a la vez por las televisiones estatales de Etiopía y Eritrea y, durante la cena, se ha podido ver un ambiente distendido en el que Abiy llegó a bromear con Isaías, llamándole por un antiguo mote y provocando las risas del líder del hasta hace poco principal enemigo de Adís Abeba.
Abiy llegó mañana en el primer vuelo de la aerolínea de bandera etíope Ethiopian Airlines que aterrizaba en Asmara en dos décadas y, nada más bajar del avión, se fundió en un abrazo con Isaías, junto a quien recorrió calles inundadas de eritreos que jaleaban a los líderes en este histórico día.
Pancartas que rezaban "Bienvenido, querido hermano Abiy Ahmed" y banderas etíopes que, por primera vez en muchos años, ondeaban con rango oficial por las calles de la capital eritrea dieron la bienvenida a un nuevo capítulo de las negociaciones que impulsó Abiy al anunciar que aceptaría el acuerdo del año 2000 que determinaba las fronteras entre los dos países. La visita se ha producido casi por sorpresa, anunciada hoy mismo por el Gobierno eritreo, uno de los regímenes más herméticos del mundo, que, a través de su ministro de Información, Yemane Meskel, confirmó que Abiy llegaría a Asmara para "proclamar una nueva era de paz y cooperación".

## Enlace
- Esta obra contiene una traducción  derivada de «2018 Eritrea–Ethiopia summit» de Wikipedia en inglés, publicada por sus editores bajo la Licencia de documentación libre de GNU y la Licencia Creative Commons Atribución-CompartirIgual 4.0 Internacional.